# Lijst van werken van Dieric Bouts
Deze lijst geeft een overzicht van de werken van de 15e-eeuwse schilder Dieric Bouts, die voornamelijk in Leuven werkzaam was.

## Schilderijen
In deze tabel staan de eigenhandige werken van Dieric Bouts en de werken die onder zijn supervisie door ateliermedewerkers zijn vervaardigd.
| Afbeelding | Titel                                                                         | Datering                                | Techniek                                       | Afmetingen h × b cm                                  | Verblijfplaats                                            | Opmerkingen |
| ---------- | ----------------------------------------------------------------------------- | --------------------------------------- | ---------------------------------------------- | ---------------------------------------------------- | --------------------------------------------------------- | --- |
|            | Christus in het huis van Simon de farizeeër                                   | ca. 1446-1454                           | olieverf op eiken paneel                       | 42,2 × 62,6                                          | Berlijn, Gemäldegalerie                                   | |
|            | Calvarie                                                                      | ca. 1450-1455                           | lijmtempera op doek (Tüchlein)                 | 181,5 × 153,5                                        | Brussel, Koninklijke Musea voor Schone Kunsten van België | |
|            | Annunciatie                                                                   | ca. 1450-1455                           | lijmtempera op doek (Tüchlein)                 | 90 × 74,5                                            | Los Angeles, The J. Paul Getty Museum                     | |
|            | Graflegging                                                                   | ca. 1450-1455                           | lijmtempera op doek (Tüchlein)                 | 89,9 × 74,2                                          | Londen, National Gallery                                  | |
|            | Verrijzenis                                                                   | ca. 1450-1455                           | lijmtempera op doek (Tüchlein)                 | 90 × 74,3                                            | Pasadena, Norton Simon Museum                             | |
|            | Triptiek van de kruisafneming                                                 | ca. 1450-1458                           | olieverf op eiken paneel                       | middenpaneel: 190,5 × 143 luiken: 188 × 58           | Granada, Capilla Real, Kathedraal van Granada             | |
|            | Triptiek van de Heilige Maagd                                                 | ca. 1452-1460                           | olieverf op eiken paneel                       | totaal: 80 × 217                                     | Madrid, Museo Nacional del Prado                          | Toegeschreven aan Dirk Bouts en atelier |
|            | Triptiek van de aanbidding der wijzen (Parel van Brabant)                     | ca. 1454-1462                           | olieverf op eiken paneel                       | middenpaneel: 63 × 62,5 luiken: 62,5 × 28            | München, Alte Pinakothek                                  | Toegeschreven aan Dirk Bouts en atelier |
|            | Salvator Mundi                                                                | ca. 1456-1464                           | olieverf op eiken paneel                       | 33,5 × 24                                            | Rotterdam, Museum Boijmans Van Beuningen                  | |
|            | Maria met Kind                                                                | ca. 1455-1460                           | olieverf op eiken paneel                       | 21,6 × 16,5                                          | New York, Metropolitan Museum of Art                      | |
|            | Maria met Kind                                                                | ca. 1460                                | olieverf op eiken paneel                       | 20 × 15,5                                            | Florence, Museo Nazionale del Bargello                    | Atelierrepliek van de Madonna in New York, mogelijk door Dirk Bouts de Jongere in samenwerking met zijn vader |
|            | Maria met Kind                                                                | ca. 1460                                | olieverf op eiken paneel                       | 26 × 19,7                                            | San Francisco, Fine Arts Museums of San Francisco         | Navolging van de Madonna in New York door ateliermedewerkers |
|            | Maria met Kind                                                                | na 1461                                 | olieverf op eiken paneel                       | 38,8 × 29                                            | Londen, National Gallery                                  | |
|            | Portret van een man                                                           | 1462 (gedateerd)                        | olieverf op eiken paneel                       | 32,5 × 21,5                                          | Londen, National Gallery                                  | |
|            | Christus met doornen gekroond                                                 | ca. 1462                                | olieverf op eiken paneel, overgebracht op doek | 43,8 × 37,1                                          | Londen, National Gallery                                  | |
|            | Bewening                                                                      | ca. 1460                                | olieverf op eiken paneel                       | 68,9 × 49                                            | Parijs, Louvre                                            | Toegeschreven aan Dirk Bouts en atelier |
|            | Mozes en het brandende braambos                                               | ca. 1460-1464                           | olieverf op eiken paneel                       | 44,5 × 35,6                                          | Philadelphia, Philadelphia Museum of Art                  | Toegeschreven aan Dirk Bouts en atelier |
|            | Kroning van Maria                                                             | ca. 1464                                | olieverf op eiken paneel                       | 85,3 × 83,8                                          | Wenen, Gemäldegalerie der Akademie der bildenden Künste   | Toegeschreven aan Dirk Bouts en atelier |
|            | Fragment van een altaarstuk: Een schenker en zijn beschermheilige             | ca. 1460-1465                           | olieverf op eiken paneel                       | 22,2 × 17,8                                          | New York, Metropolitan Museum of Art                      | Toegeschreven aan Dirk Bouts en atelier |
|            | Triptiek met de marteldood van de heilige Erasmus                             | ca. 1460-1464                           | olieverf op eiken paneel                       | middenpaneel: 82 × 80,5 luiken: 82 × 34,5            | Leuven, Sint-Pieterskerk                                  | |
|            | Altaarstuk van het Heilig Sacrament                                           | 1464-1468                               | olieverf op eiken paneel                       | middenpaneel: 183 × 152,5 zijpanelen: ca. 88 × 76/71 | Leuven, Sint-Pieterskerk                                  | |
|            | De uitverkorenen op weg naar de hemel                                         | na 1468                                 | olieverf op eiken paneel                       | 115 × 70                                             | Lille, Palais des Beaux-Arts                              | |
|            | De val van de verdoemden                                                      | na 1468                                 | olieverf op eiken paneel                       | 115,5 × 68,9                                         | Lille, Palais des Beaux-Arts                              | |
|            | Hoofd van Christus                                                            | na 1468                                 | olieverf op eiken paneel                       | 22,8 × 19,7                                          | Stockholm, Nationalmuseum                                 | |
|            | Maria met Kind                                                                | ca. 1468-1476                           | olieverf op eiken paneel                       | 31,3 × 22,2                                          | Frankfurt, Städel Museum                                  | Toegeschreven aan Dirk Bouts in samenwerking met Dirk Bouts de Jongere |
|            | Maria met Kind                                                                | ca. 1468-1475                           | olieverf op eiken paneel                       | 20 × 12,3                                            | Parijs, Louvre                                            | Toegeschreven aan Dirk Bouts de Jongere, eventueel in samenwerking met Dirk Bouts de oude |
|            | Ecce Agnus Dei                                                                | ca. 1469                                | olieverf op eiken paneel                       | 53,7 × 41,4                                          | München, Alte Pinakothek                                  | |
|            | Maria met Kind en vier engelen                                                | voor 1469                               | olieverf op eiken paneel                       | 53,8 × 38,8                                          | Granada, Capilla Real, Kathedraal van Granada             | |
|            | Portret van een man                                                           | ca. 1470                                | olieverf op eiken paneel                       | 30,5 × 21,6                                          | New York, Metropolitan Museum of Art                      | |
|            | Linkerluik van een devotiediptiek: Mater dolorosa                             | ca. 1470-1475                           | olieverf op eiken paneel                       | 36,8 × 27,9                                          | Londen, National Gallery                                  | Toegeschreven aan ateliermedewerkers van Dirk Bouts; er bestaan meerdere kopieën en varianten van. |
|            | Rechterluik van een devotiediptiek: Man van Smarten                           | ca. 1470-1475                           | olieverf op eiken paneel                       | 36,8 × 27,8                                          | Londen, National Gallery                                  | Toegeschreven aan ateliermedewerkers van Dirk Bouts; er bestaan meerdere kopieën en varianten van. Een vrijwel identiek exemplaar werd op 29 oktober 2019 op een veiling bij Christie's in New York gekocht door de stad Leuven en museum M Leuven. |
|            | Triptiek met de marteldood van de heilige Hippolytus                          | ca. 1470-1475 linkerluik: ca. 1475-1479 | olieverf op eiken paneel                       | middenpaneel: 91 × 90 luiken: 91 × 40                | Brugge, Sint-Salvatorskathedraal                          | Toegeschreven aan Dirk Bouts en atelier (middenpaneel en rechterluik) en Hugo van der Goes (linkerluik) |
|            | De gerechtigheid van keizer Otto III: De vuurproef                            | ca. 1471-1473                           | olieverf op eiken paneel                       | 323,5 × 181,5                                        | Brussel, Koninklijke Musea voor Schone Kunsten van België | |
|            | De gerechtigheid van keizer Otto III: De onthoofding van de onschuldige graaf | ca. 1473-1482                           | olieverf op eiken paneel                       | 324,5 × 182                                          | Brussel, Koninklijke Musea voor Schone Kunsten van België | Na de dood van Dirk Bouts voltooid door anderen |

## Kopieën en werk van navolgers
| Afbeelding | Titel                                                                       | Datering      | Techniek                 | Afmetingen h × b cm | Verblijfplaats                                                                     | Opmerkingen |
| ---------- | --------------------------------------------------------------------------- | ------------- | ------------------------ | ------------------- | ---------------------------------------------------------------------------------- | --- |
|            | Maria met Kind                                                              | na 1475       | olieverf op eiken paneel | 30,5 × 21,6         | Cambridge (Massachusetts), Fogg Museum (Harvard Art Museums), Harvard-universiteit | Toegeschreven aan ateliermedewerkers van Dirk Bouts, onder wie mogelijk zijn zoon Albrecht Bouts                                |
|            | Luiken van een triptiek Binnenzijde linkerluik: Gevangenneming van Christus | ca. 1478-1486 | olieverf op eiken paneel | 105,2 × 68,4        | München, Alte Pinakothek                                                           | Toegeschreven aan de Meester van de Gevangenneming van Christus, waarschijnlijk een voormalige ateliermedewerker van Dirk Bouts |
|            | Luiken van een triptiek Buitenzijde linkerluik: Johannes de Doper           | ca. 1478-1486 | olieverf op eiken paneel | 102,8 × 65,5        | Cleveland, The Cleveland Museum of Art                                             | Toegeschreven aan de Meester van de Gevangenneming van Christus                                                                 |
|            | Luiken van een triptiek Binnenzijde rechterluik: Verrijzenis                | ca. 1478-1486 | olieverf op eiken paneel | 105,2 × 68,4        | München, Alte Pinakothek                                                           | Toegeschreven aan de Meester van de Gevangenneming van Christus                                                                 |
|            | Luiken van een triptiek Buitenzijde rechterluik: Johannes de evangelist     | ca. 1478-1486 | olieverf op eiken paneel | 105 × 64,4          | München, Alte Pinakothek                                                           | Toegeschreven aan de Meester van de Gevangenneming van Christus                                                                 |